# Campeonato de España Universitario de Fútbol Femenino
El Campeonato de España Universitario de Fútbol Femenino es una competición de fútbol femenino organizada por el Consejo Superior de Deportes (CSD) y el Comité Español de Deporte Universitario (CEDU). Es la máxima competición de fútbol universitario en España.
La edición de 2019, cuya fase final organizó la Universidad Jaime I, ha sido la primera en que los equipos femeninos compitieron en fútbol 11, ya que en las ediciones anteriores el campeonato femenino se disputaba en fútbol 7.

## Formato
- Fase Previa: Se desarrolla una Fase Previa con el objetivo de determinar las Universidades que asistirán a la Fase Final de los Campeonatos de España Universitarios.

El formato de esta Fase Previa se hace de acuerdo con lo establecido por los siguientes grupos de competición: Grupo de Andalucía, Grupo de Castilla y León, Grupo de Cataluña, Grupo de la Comunidad de Madrid, Grupo de la Comunidad Valenciana y los grupos en los que se articulen las 21 universidades de las comunidades autónomas de: Aragón, Cantabria, Castilla-La Mancha, Extremadura, Galicia, Islas Baleares, Canarias, La Rioja, Región de Murcia, Comunidad Foral de Navarra, País Vasco y Principado de Asturias.
- Fase Final: La fase final se desarrolla en cuatro días de competición de ocho equipos con los siguientes participantes:

1. Universidad Organizadora
2. 1º clasificado del grupo de Andalucía
3. 1º clasificado del grupo de Castilla y León
4. 1º clasificado del grupo de Cataluña
5. 1º clasificado del grupo de la Comunidad de Madrid
6. 1º clasificado del grupo de la Comunidad Valenciana
7. Dos plazas para los grupos en los que se articulen las 21 universidades de las comunidades autónomas de Aragón, Cantabria, Castilla-La Mancha, Extremadura, Islas Baleares, Canarias, La Rioja, Región de Murcia, Comunidad Foral de Navarra, País Vasco y Principado de Asturias.

Si alguna Universidad renunciase a su participación una vez realizado el sorteo de los grupos, la plaza se cubrirá con una representación de su misma CA o grupo de CCAA.

### Palmarés
Resultados de las últimas ediciones:
| Año  | Campeón                           | Marcador | Finalista                         | Sede fase final                                     |
| ---- | --------------------------------- | -------- | --------------------------------- | --------------------------------------------------- |
| 2019 | Universidad de Valencia           | 4-2      | Universidad Politécnica de Madrid | Universidad Jaime I                                 |
| 2018 | Universidad de Lérida             | 2-0      | Universidad de Murcia             | Universidad de Jaén                                 |
| 2017 | Universidad de Valencia           | 2-0      | Universidad Autónoma de Madrid    | Universidad Camilo José Cela                        |
| 2016 | Universidad de Valencia           | 2-1      | Universidad Autónoma de Madrid    | Universidad de Almería                              |
| 2015 | Universidad de Valencia           |          | Universidad de Extremadura        | Universidad de Extremadura                          |
| 2014 | Universidad de Alicante           | 2-0      | Universidad de Málaga             | Universidad de Extremadura                          |
| 2013 | Universidad de Valencia           | 6-1      | Universidad de Barcelona          | Universidad Ramon Llull                             |
| 2012 | Universidad de Málaga             | 2-1      | Universidad de Valencia           | Universidad Católica de Valencia San Vicente Mártir |
| 2011 | Universidad Autónoma de Madrid    |          | Universidad de Granada            | Universidad de Granada                              |
| 2010 | Universidad Politécnica de Madrid |          | Universidad de Barcelona          | Universidad de Alicante                             |
| 2009 | Universidad de Valencia           |          | Universidad de Lérida             | Universidad de Almería                              |
| 2008 | Universidad de Valencia           |          | Universidad Autónoma de Madrid    | Universidad Jaime I                                 |
| 2007 | Universidad Autónoma de Madrid    |          | Universidad de Valencia           | Universidad de Córdoba                              |